# Дицаско
Дицаско (итал. Dizzasco) је насеље у Италији у округу Комо, региону Ломбардија.
Према процени из 2011. у насељу је живело 371 становника. Насеље се налази на надморској висини од 508 м.

## Становништво
| 1936. | 1951. | 1961. | 1971. | 1981. | 1991. | 2001. | 2011. |
| ----- | ----- | ----- | ----- | ----- | ----- | ----- | ----- |
| 553   | 428   | 394   | 343   | 344   | 393   | 491   | 565   |